# Kobe Bryant
Kobe Bean Bryant (Filadelfia, 23 agosto 1978 – Calabasas, 26 gennaio 2020) è stato un cestista statunitense.
Ha giocato prevalentemente nel ruolo di guardia tiratrice ed è considerato tra i migliori giocatori nella storia dell'NBA. Figlio di Joe Bryant e nipote da parte di madre di Chubby Cox, entrambi ex cestisti, Bryant è cresciuto cestisticamente in Italia, dove ha imparato i fondamentali europei, e ha disputato tutta la sua carriera professionistica nei Los Angeles Lakers, conquistando 5 titoli; è stato inoltre il primo giocatore NBA a militare nella stessa squadra per venti stagioni. Con la Nazionale statunitense ha partecipato ai FIBA Americas Championship 2007 e ai Giochi olimpici di Pechino 2008 e di Londra 2012, vincendo la medaglia d'oro in tutte e tre le manifestazioni.
Il 4 marzo 2018 ha vinto il Premio Oscar insieme al regista e animatore Glen Keane, nella categoria miglior cortometraggio d'animazione per Dear Basketball, che ha sceneggiato ispirandosi alla sua lettera di addio alla pallacanestro.
Rientra tra gli sportivi più conosciuti al mondo e la sua carriera è ritenuta una delle migliori nella storia dello sport professionistico.
Il 4 aprile 2020 è stato inserito tra i membri del Naismith Memorial Basketball Hall of Fame. L'8 febbraio 2024 invece è stata svelata una statua a lui dedicata all'esterno della Crypto.com Arena di Los Angeles, diventando il settimo ex-giocatore dei Lakers a cui è stata dedicata una scultura.

## Caratteristiche tecniche
Kobe Bryant è quarto tra i migliori marcatori nella storia dell'NBA con 33643 punti, ed è quarto anche per quanto riguarda i punti realizzati nei playoffs con 5640. Inoltre è trentaseiesimo per numero di assist in NBA con 6306 e diciassettesimo per numero di palle recuperate in NBA con 1944.
Ha giocato solitamente come guardia tiratrice, ma all'occorrenza ha ricoperto i ruoli di playmaker e ala piccola. Dal 1999 al 2013 è stato sempre incluso in almeno uno dei tre quintetti dell'All-NBA Team, mentre dal 1998 fino al ritiro ha sempre partecipato all'NBA All-Star Game. Eccellente difensore (dote talvolta messa in secondo piano dall'altrettanto spiccata abilità offensiva), in 12 occasioni ha fatto parte di uno dei due NBA All-Defensive Team, secondo (a pari merito con Kevin Garnett) per volte in cui è stato inserito negli All-Defensive Team dietro a Tim Duncan. Si era distinto anche per la grande personalità, carisma e mentalità vincente con cui giocava le partite.
Ha disputato 1346 partite nella regular season (quindicesimo per numero di presenze in NBA), con una media di 25 punti, 4,7 assist, 5,2 rimbalzi e 1,4 palle recuperate. Era bravo anche nei clutch-time e a segnare i tiri contestati. È stato anche un abile tiratore da tre punti: nel 2003 ha stabilito il record NBA di triple realizzate in una sola partita (12), detenendolo fino al 2016. Si è ispirato molto a Michael Jordan sia nello stile di gioco che nella mentalità, tanto che lo stesso Jordan si è complimentato con lui per la sua carriera oltre a sostenere di «avere rivisto in Bryant molto di sé stesso».
Per via della sua mentalità e professionalità è stato d'ispirazione per molti cestisti: giocatori come Kevin Durant, Dwyane Wade e Derrick Rose hanno definito Bryant il Michael Jordan della loro generazione; anche LeBron James ha ammesso di essersi ispirato a lui, sostenendo di «volere essere come lui» a inizio carriera. Bryant è stato d'ispirazione anche per tanti altri sportivi di altre discipline, tra cui Roger Federer, Neymar e Serena Williams.

## Carriera

### Dall'Italia alla high school

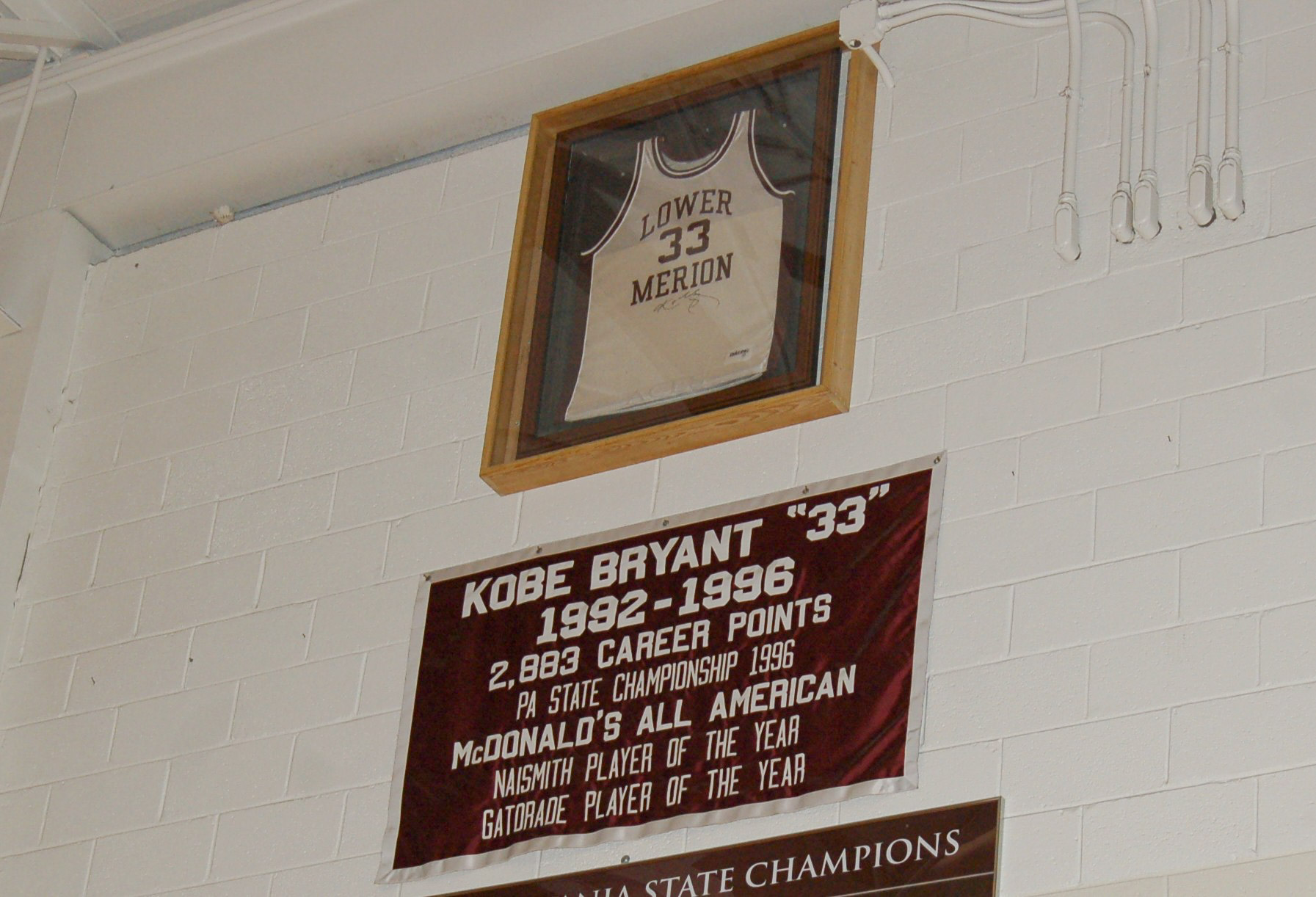
La maglia indossata da Bryant alla Lower Merion High School di Filadelfia, ritirata dalla scuola

Bryant iniziò a giocare a basket sin dai 3 anni e visse in Italia dai 6 fino ai 13 anni di età, spostandosi nelle varie città dei club per i quali giocava il padre. Tra il 1984 e il 1991 passò da Rieti a Reggio Calabria, per proseguire a Pistoia e infine a Reggio Emilia.
Tornato negli USA si iscrisse all'high school, dove guadagnò fama a livello nazionale vincendo il titolo statale con la Lower Merion High School, situata in un sobborgo di Filadelfia, infrangendo al contempo il record di punti nel quadriennio liceale per la zona di Philadelphia detenuto da Wilt Chamberlain, realizzandone 2883 in due anni (1994-1996).

### NBA

#### Tredicesima scelta al Draft 1996
Nel 1996, non ancora diciottenne, decise di fare il grande salto tra i professionisti e si dichiarò eleggibile per il Draft NBA senza passare per il college, nonostante vi fossero state offerte per lui da parte di prestigiose università come Kentucky e Duke.
Venne scelto dagli Charlotte Hornets al primo giro come numero 13 assoluto; subito dopo, però, gli Hornets cedettero ai Los Angeles Lakers i diritti su Bryant in cambio del ventottenne centro Vlade Divac, che dopo sette stagioni lasciò i gialloviola. I californiani avevano appena messo sotto contratto il centro più forte sul mercato, Shaquille O'Neal, e non avevano più bisogno di Divac. I Lakers, prima di orchestrare lo scambio, organizzarono un provino per testare le qualità del giovane Bryant (che tra l'altro sperava di essere scelto proprio dai Lakers) e ne furono conquistati. Lo scambio fu architettato da Jerry West che convinse Divac ad andare a Charlotte nonostante lui non volesse venire scambiato per un giocatore che veniva dall'high school, minacciando addirittura di ritirarsi.

#### Le prime stagioni (1996-1999)

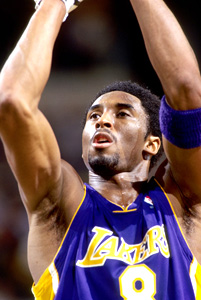
Bryant a inizio carriera

Debuttò tra i professionisti il 13 novembre 1996 in una sfida contro i Minnesota Timberwolves, senza segnare punti. All'epoca era il debuttante più giovane nella storia dell'NBA a 18 anni e 72 giorni. Durante la prima stagione a Los Angeles Bryant partì come riserva di Eddie Jones e di Nick Van Exel; in febbraio vinse lo Slam Dunk Contest precedendo Chris Carr e Michael Finley. A inizio stagione il suo minutaggio fu limitato, ma in seguito aumentò arrivando a una media di 15,5 minuti e 7,6 punti a partita. Nei playoffs Bryant mostrò di essere ancora acerbo: nella partita decisiva della serie contro gli Utah Jazz (persa 4-1) tirò corto tre volte, e il compagno di squadra Nick Van Exel criticò la scelta del coach Del Harris di aver fatto gestire all'inesperto Bryant i possessi palla decisivi. Diversa fu la reazione del suo compagno di squadra Shaquille O'Neal che prese le sue difese sostenendo che lui sia stato "l'unico che ha avuto il coraggio di prendersi quei tiri". Comunque le sue prestazioni gli valsero l'ingresso nell'All-Rookie Second Team, diventando il più giovane della storia a esserci entrato.
Le critiche dovute ai tiri sbagliati contro i Jazz fortificarono Bryant che nella stagione successiva giocò di più e meglio, partendo con il piede giusto segnando 23 punti contro gli Utah Jazz facendo vincere i Lakers per 104-87. Il 14 dicembre 1997 segnò per la prima volta in carriera 30 punti nel successo per 119-89 contro i Dallas Mavericks. Solo 3 giorni più tardi ne segnò 33 nella sconfitta per 104-83 contro i Chicago Bulls di Michael Jordan che ne segnò 36. A fine anno raddoppiò la sua media, che salì a 15,4 punti a partita. Allo stesso tempo cominciò a mostrare le sue qualità: il voto dei tifosi lo inserì nel quintetto base per l'All-Star Game di New York (record come più giovane titolare nella storia della rassegna), mentre al termine dell'annata arrivò secondo nelle votazioni come miglior 6º uomo dell'anno dietro a Danny Manning. I Lakers si presentarono meglio ai playoff con un record di 61-21, ed eliminarono Portland (4-0) e Seattle (4-1), arrivando sino alla finale di Conference dove vennero nuovamente sconfitti da Utah per 4-0.
L'anno seguente, a seguito delle cessioni di Van Exel e Jones, il ventenne Bryant diventò la guardia titolare. Kurt Rambis, ex giocatore dei Lakers, sostituì il licenziato coach Del Harris. Al termine del lungo lockout che posticipò l'inizio della stagione al 5 febbraio, il 31 gennaio Bryant rinnovò il suo contratto per 6 anni a 71 milioni di dollari complessivi. Nonostante la squadra avesse faticato durante l'anno, Bryant disputò una buona annata, e il club nei playoff eliminò al primo turno gli Houston Rockets, con Bryant che nella definitiva gara-4 mise a referto 24 punti e 8 assist in 47 minuti d'impiego con la squadra che vinse 98-88 chiudendo la serie; il cammino della franchigia terminò al turno successivo nelle semifinali di Conference, dove venne eliminata dai San Antonio Spurs futuri campioni. A fine anno venne incluso per la prima volta nell'All-NBA Team (precisamente nel terzo).

#### Gli anni delle Finals (1999-2004)

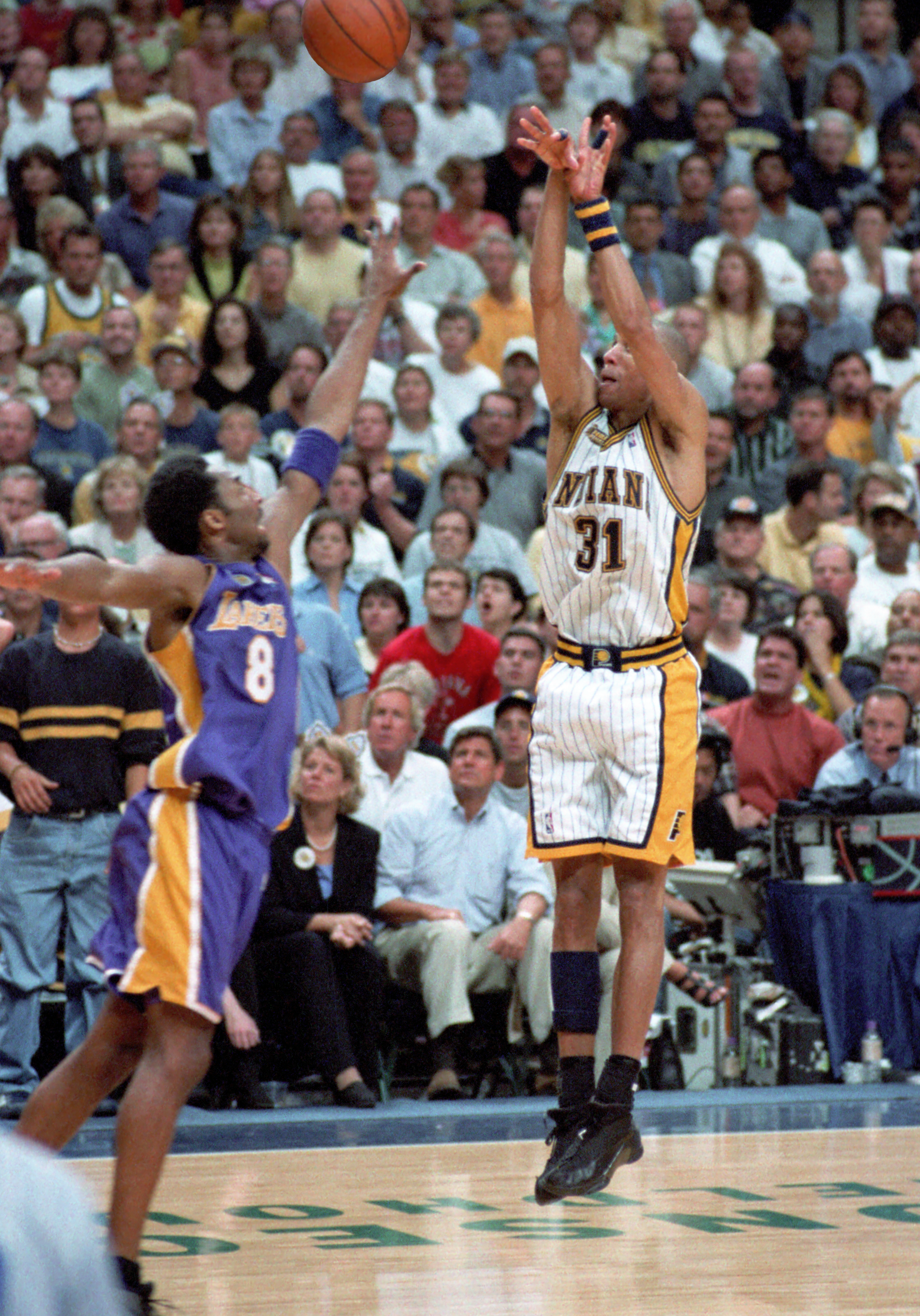
Bryant marca Reggie Miller durante gara-5 delle NBA Finals 2000

Nell'estate 1999 Rambis fu degradato a vice-allenatore e come nuovo coach arrivò Phil Jackson, già 6 volte campione NBA con i Chicago Bulls. Nonostante Jackson avesse pensato di cederlo ai Detroit Pistons in cambio di Grant Hill, Bryant rimase in squadra e subito i Lakers vinsero il titolo nel 2000, dopo avere eliminato in ordine Sacramento Kings, Phoenix Suns, Portland Trail Blazers e infine gli Indiana Pacers, contro cui i gialloviola vinsero in 6 gare, e Bryant diede il suo contributo tenendo di media 15,6 punti; in gara-2 subì un infortunio alla caviglia e non disputò gara-3, ma giocò in gara-4 seppur dolorante e contribuì alla vittoria della squadra per 120-118 con 28 marcature. Venne anche inserito per la prima volta nell'All-Defensive Team (divenendo il più giovane a farne parte).
Nel 2000-2001 Bryant si prese maggiori responsabilità iniziando a superare Shaquille O'Neal nelle gerarchie della squadra; O'Neal non gradì e tra dicembre e gennaio si susseguirono voci che accostarono i due giocatori ad altre franchigie. Dopo l'All-Star Game (in cui Bryant fu il miglior finalizzatore dell'ovest) i due si rappacificarono, ma vi fu un altro problema per Bryant: in marzo venne riportata sul Chicago Sun-Times da Rick Telander un'indiscrezione su una presunta frase di Jackson, secondo il quale Bryant non si integrava con il suo modo di giocare. Oltre a questo i Lakers si piazzarono secondi a ovest, arrivando ai playoff tra le perplessità, che vennero spazzate in post-season in cui i lacustri vinsero tutte le 15 partite della Western Conference (3 contro i Trail Blazers, 4 contro i Kings e gli Spurs, e contro quest'ultimi Bryant fu protagonista di una prestazione da 36 punti, 9 assist e 8 rimbalzi in gara-3), per raggiungere la finale dove incontrarono i Philadelphia 76ers dell'MVP della regular season Allen Iverson, che vinse il premio nonostante Bryant avesse disputato un'ottima stagione da 28,5 punti e 5 assist di media. In finale Los Angeles vinse nuovamente l'anello in 5 gare.
L'anno successivo Bryant fu nominato per la prima volta MVP dell'All-Star Game, in cui segnò 31 punti. In stagione totalizzò 25,2 punti e 5,5 rimbalzi e 5,5 assist. I gialloviola nei playoff, dopo avere eliminato agevolmente i Trail Blazers e gli Spurs (con Bryant che tenne 27 punti di media nelle 5 gare della serie, e che in gara-4 ne segnò 28 di cui 7 con la squadra sotto per 80-81), in finale di Conference riaffrontarono i Sacramento Kings dell'ex Vlade Divac e Chris Webber. Questa volta la serie fu combattuta e, dopo 30 punti di Bryant nella vittoriosa gara-1, in gara-2 Bryant giocò male anche per via di un'intossicazione alimentare e i Kings vinsero; Sacramento vinse anche gara-3, mentre in gara-4 i Lakers vinsero pareggiando la serie con 25 punti di Bryant e un tiro allo scadere di Robert Horry. La serie si protrasse fino a gara-7, con i Lakers che passarono il turno grazie anche a Bryant che realizzò 30 e 31 punti nelle ultime due gare della serie. La finale si rivelò facile in quanto i gialloviola batterono i New Jersey Nets di Jason Kidd, e questo fu il terzo three-peat per Jackson, dopo i due con i Chicago Bulls.
Nel 2002-2003 Bryant disputò un grande mese di febbraio in cui tenne di media 40,6 punti in 14 partite, con una striscia di 13 partite consecutive con almeno 35 punti segnati, oltre ad aver partecipato all'All-Star Game dove ne segnò 22. Nel mentre, il 7 gennaio 2003, si rese protagonista nella sfida contro i Seattle SuperSonics (vinta 108-93) segnando 45 punti e mettendo a segno 12 triple, battendo in tal senso un record appartenente a Dennis Scott, che il 18 aprile 1996 si era fermato a 11. Terminò la stagione (per la prima volta) a 30 punti di media, superando anche O'Neal nella statistica del WS, ma nei playoffs i gialloviola non riuscirono a ripetersi in quanto vennero sconfitti dai San Antonio Spurs al secondo turno.
Dopo la sconfitta con i neroargento i Lakers decisero di rinforzarsi prendendo due fuoriclasse come Karl Malone e Gary Payton, giocatori storici della NBA entrati nella fase calante della carriera, che si inserirono in un team già costruito per vincere l'anello.
A seguito delle accuse di stupro ricevute nel 2003 Bryant decise di adottare il soprannome Black Mamba.
Bryant si autoattribuì questo soprannome dopo avere visto Kill Bill: Volume 2, pellicola in cui è presente il mamba nero (in inglese Black Mamba) e in cui vengono descritte le sue caratteristiche.
Dopo avere visto il film si documentò su questo serpente sostenendo che il suo modo di giocare e di agire fosse simile a quello adottato dall'animale menzionato nel film di Quentin Tarantino.
I loro arrivi coincisero con lo scandalo che riguardò Bryant circa l'ipotesi di stupro e questo rovinò del tutto i rapporti con O'Neal, da sempre burrascosi, e Bryant gettò benzina sul fuoco con delle frasi con cui chiamò in causa O'Neal. A ogni modo, agli occhi di molti osservatori i rapporti fra i due peggiorarono negli anni anche a causa della crescita di Bryant come giocatore, a cui faceva da contraltare la fine della fase di assoluto dominio di O'Neal, con quest'ultimo che accettava sempre meno l'ipotesi di dover lasciare la scena e diventare il "secondo" della coppia, permettendo a Bryant di prendere in mano la squadra nei momenti decisivi e garantendo, probabilmente, il prolungamento di una dinastia vincente a LA. Bryant si presentò visibilmente scosso per quanto avvenuto in estate, ma ciò non gli impedì di tenere (seppur con prestazioni incostanti) delle buone medie e di entrare nell'All-NBA First Team e nell'All-NBA First Defensive Team. Dopo avere regolato al primo turno gli Houston Rockets in 5 gare, nelle semifinali i lacustri reincontrano gli Spurs; Bryant fu decisivo con 42 punti segnati in gara-4 dopo essere tornato da un'udienza. La serie si chiuse per merito dello storico compagno Derek Fisher con un tiro a 0,4 secondi dalla fine di gara-6. Dopo avere eliminato in 6 gare i Minnesota Timberwolves in finale di conference, i gialloviola tornarono in finale NBA dove affrontarono i Detroit Pistons; Bryant ebbe molte difficoltà, segnò 33 punti nell'unico successo del team in gara-2, ma soffrì molto l'arcigna difesa di Tayshaun Prince e Rip Hamilton (seppur tenendo di media 22,6 punti), e la squadra perse così l'anello in 5 gare. A seguito di questa sconfitta, Bryant decise di testare la free agency, ma il 15 luglio 2004 siglò un rinnovo con i Lakers per sette anni, per la cifra di 136,6 milioni di dollari. Contestualmente, venuto a conoscenza del fatto che il proprietario dei Lakers Jerry Buss era intenzionato a tenere Bryant, O'Neal chiese di essere ceduto, ponendo fine di fatto a una squadra che aveva dominato l'inizio del millennio. Va notato che O'Neal vinse poi un titolo a Miami con gli Heat nel 2006, dove fece coppia con il nuovo astro nascente Dwyane Wade, a cui O'Neal non fece nessuna fatica a cedere la leadership del team, e fu proprio Wade a essere meritatamente nominato MVP di quelle finali. All'addio di Shaq, si accompagnarono quelli di coach Jackson (che nell'estate 2004 pubblicò un libro dove definì Bryant "inallenabile"), Payton (che vinse poi l'anello a Miami con Shaq), Malone e di alcuni giocatori del nucleo storico dei Lakers come Derek Fisher e Rick Fox facendo ripartire tutto da Bryant, che rimase nonostante vi fosse la possibilità per lui di trasferirsi ai Clippers e ai Bulls. Tra l'altro lui non andò ai Clippers anche su consiglio di Jerry West che riteneva tale contesto non vincente.

#### Gli anni d'attesa (2004-2007)

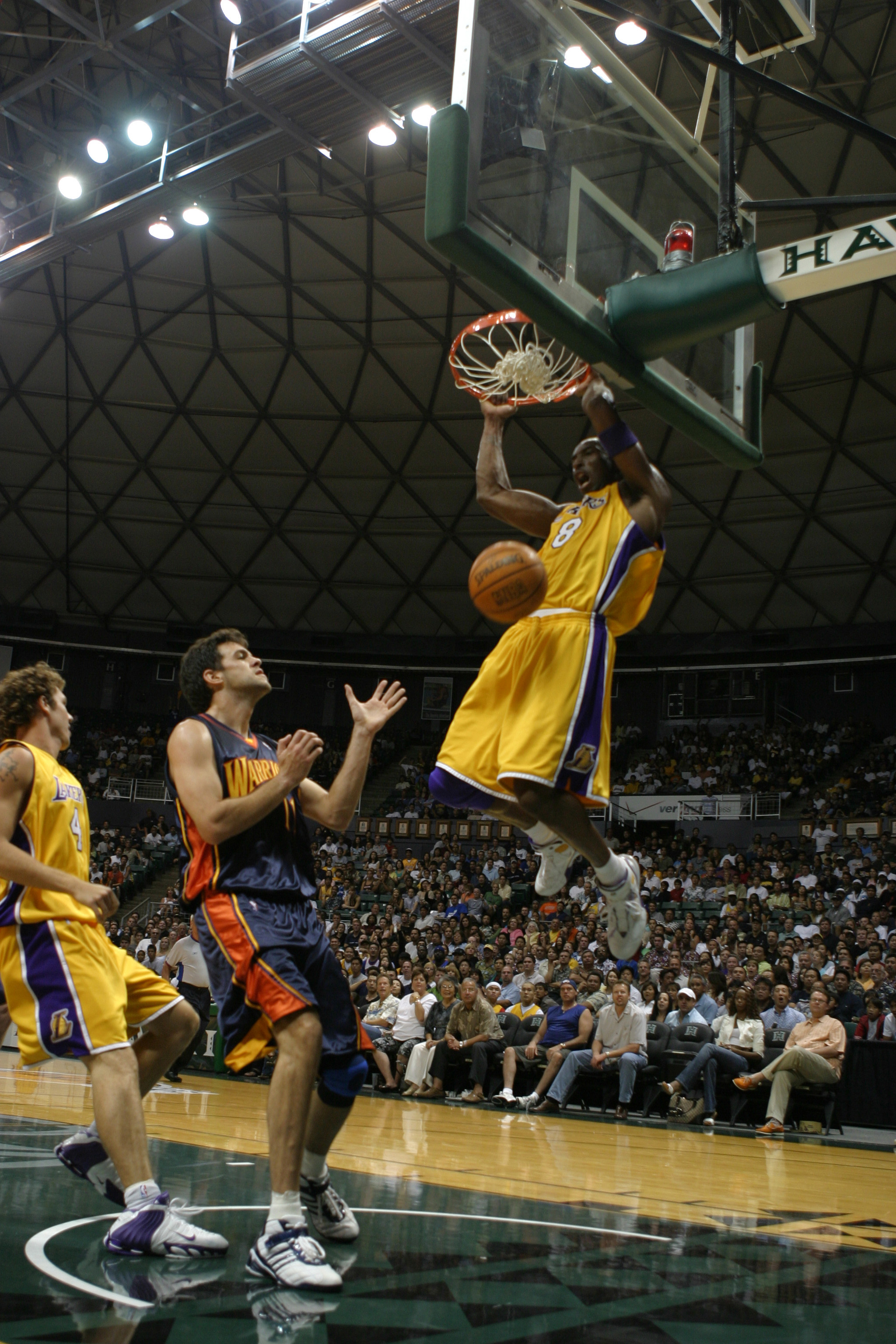
Bryant dopo una schiacciata contro i Golden State Warriors nel 2005

Dopo una dura stagione 2004-2005 sotto coach Rudy Tomjanovich e Frank Hamblen in cui i Lakers non arrivarono ai playoff (nonostante Bryant avesse tenuto di media 27,6 punti), Phil Jackson, nonostante le sue dure critiche a Bryant di un anno prima, tornò ad allenare i losangelini, che oltre a Bryant avevano poche sicurezze nel roster (sostanzialmente, quel che rimaneva della contropartita per la cessione di O'Neal, ovvero Lamar Odom). Il 20 dicembre 2005, segnò 62 punti in tre quarti di gioco contro i Dallas Mavericks, di cui 30 nel solo terzo quarto. Al momento di andare in panchina, senza più rientrare per l'ultimo quarto di gioco, Bryant aveva segnato appunto 62 punti contro i 61 dell'intera compagine avversaria, cosa mai accaduta in precedenza dopo tre quarti di gioco.
Il 22 gennaio 2006 stabilì il secondo miglior punteggio di tutti i tempi in una singola partita nella storia NBA, segnando 81 punti contro i Toronto Raptors, guidando i Lakers alla vittoria per 122-104. Significativo il fatto che i Lakers stessero perdendo di 18 punti nel terzo quarto: ciò valorizza ancor di più la prestazione di Bryant, ottenuta per far vincere la propria squadra; Bryant fece 21/33 da due punti, 7/13 da tre e 18/20 ai tiri liberi, ai quali vanno aggiunti 6 rimbalzi, 2 assist, 3 palle recuperate e 1 stoppata, 14 punti nel primo quarto, 12 nel secondo e due realizzazioni di 27 e 28 punti nei due quarti finali. La sua prestazione è seconda solo ai 100 punti messi a segno da Wilt Chamberlain il 2 marzo 1962 con i Philadelphia Warriors contro i New York Knicks. Fu anche grazie a questa prestazione che tenne di media nel mese 43,4 punti a gara, migliore nella storia per un giocatore dei Lakers. Chiuse la stagione con la massima media della sua carriera di 35,4 punti a partita, risultando essere il migliore marcatore della lega portando i Lakers ai playoffs da settimi, rientrando nella top 10 per punti a partita segnati in una stagione, secondo solo a Michael Jordan, Elgin Baylor e a Wilt Chamberlain, e fu il settimo giocatore in assoluto per marcature in una stagione (2832). A fine stagione, nonostante i gialloviola si piazzarono settimi a ovest, Bryant arrivò quarto nelle votazioni per l'MVP della stagione regolare, vinto da Steve Nash. Fu proprio contro i Suns di Nash che i gialloviola si scontrarono ai playoffs; Bryant disputò una grande serie segnando il tiro decisivo a 2 centesimi di secondo dalla fine della partita in gara-4, mentre in gara-6 segnò 50 delle 118 marcature dei gialloviola. Tuttavia la sua prestazione fu vanificata in quanto i Suns di punti ne segnarono 126 portando la serie sul 3-3, e nella decisiva gara-7 non bastarono 24 realizzazioni di Bryant in quanto i Suns vinsero con un netto 121-90 eliminando i californiani.

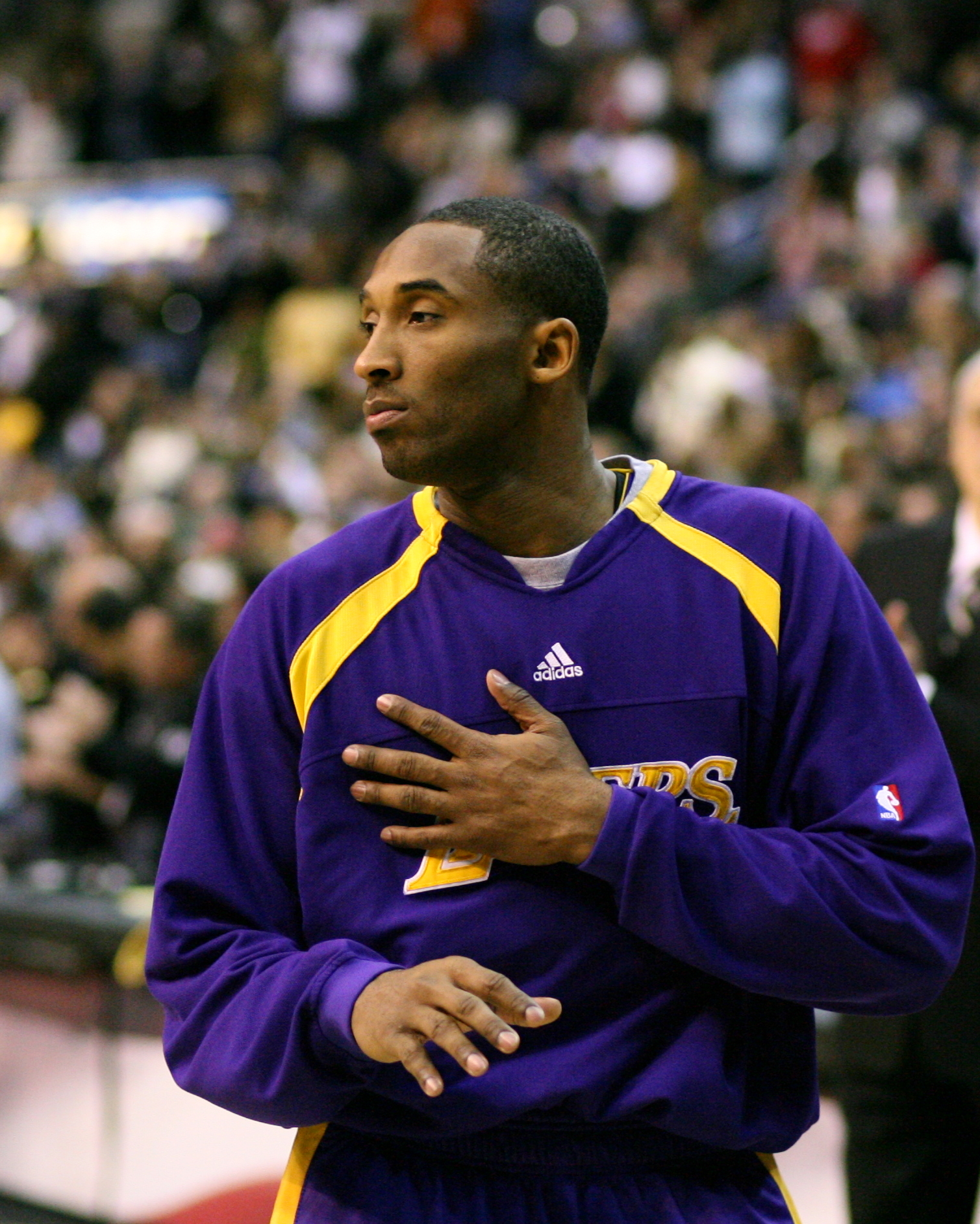
Bryant in riscaldamento nel 2007

Nel luglio 2006 venne operato a un ginocchio, pertanto fu costretto a saltare i mondiali che si tennero in Giappone tra agosto e settembre. Il 22 marzo 2007 diventò il quarto giocatore nella storia a segnare almeno 50 punti in 3 partite consecutive (con Wilt Chamberlain, Michael Jordan ed Elgin Baylor), il primo a riuscirci dal 1987, quando ci riuscì Jordan. Superò anche questo record due giorni dopo, segnando altri 50 punti che lo portarono a essere il secondo giocatore NBA dopo Wilt a fare un poker over 50 (65-50-60-50, in ordine contro Trail Blazers, Timberwolves, Grizzlies e New Orleans Hornets). La partita successiva segnò 43 punti. Le sue prestazioni fra l'altro valsero un record vittorie-sconfitte di 4-0 alla squadra (che era reduce da una serie di 6 sconfitte consecutive). Tuttavia in stagione si rese protagonista di brutti episodi che lo portarono a più squalifiche: il 28 gennaio 2007 tirò una gomitata a Manu Ginóbili, "reo" di averlo stoppato, e venne sospeso per una partita. In marzo invece fu protagonista di due episodi simili in cui le vittime furono Marko Jarić e Kyle Korver, venendo sospeso in entrambi i casi per una partita. La mancata acquisizione di Jason Kidd per non privarsi del giovane ma acerbo centro Andrew Bynum fece montare Bryant su tutte le furie, tanto che nel marzo 2007 Bryant richiese nuovamente la cessione. In più Bryant non aveva un buon rapporto con Bynum, visto che lui spinse per mandarlo via. A fine stagione fu nuovamente il miglior realizzatore della lega con 31,6 punti portando i Lakers ai playoffs ancora da settimi; ma in post-season i californiani reincontrarono i Suns, e questa volta, nonostante i 32,8 punti di media di Bryant, uscirono a gara-5.

#### Gli ultimi due titoli e il declino della squadra (2007-2013)

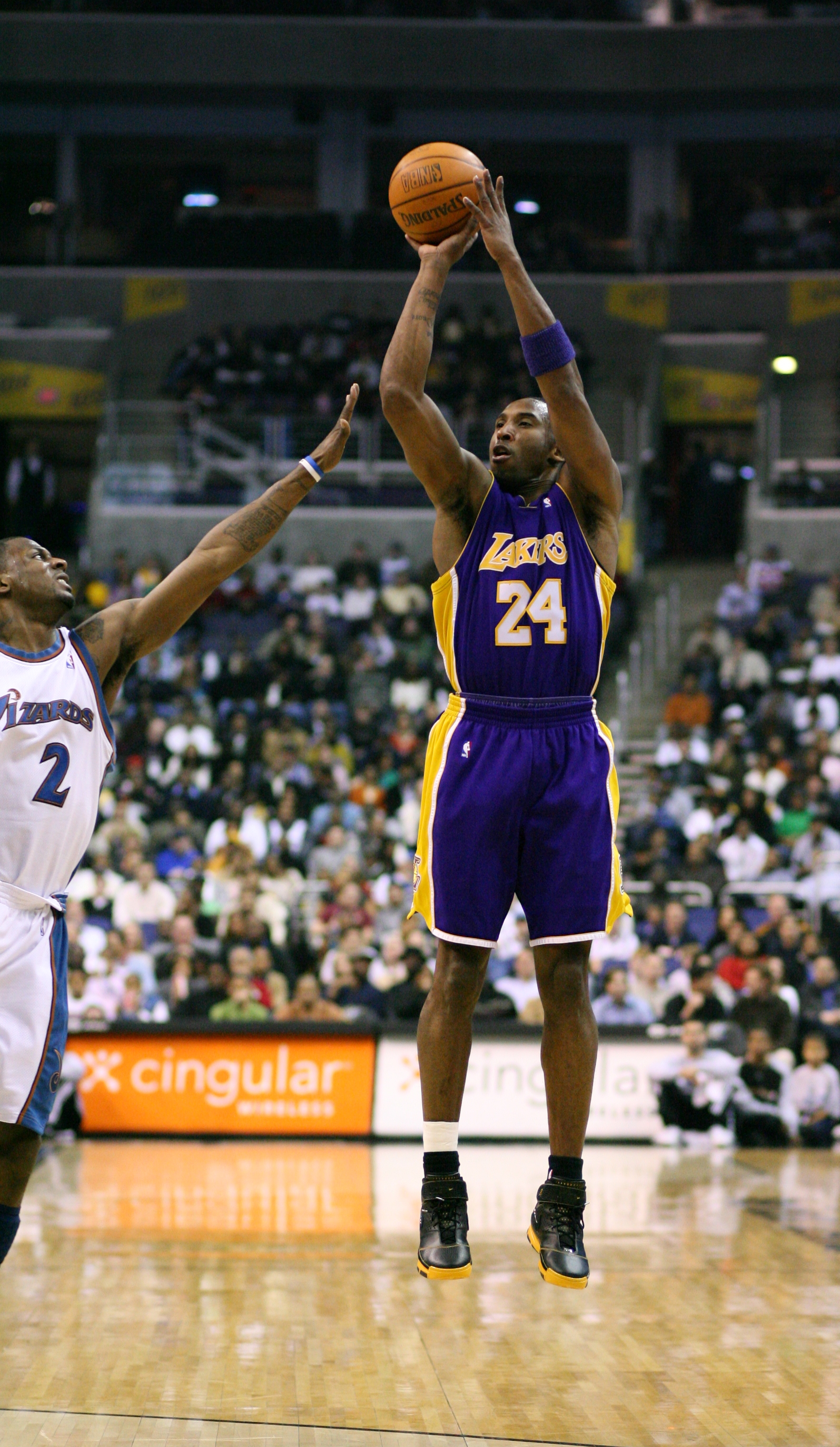
Bryant tira in sospensione in una partita contro i Washington Wizards del 2007

Nella stagione 2007-2008, nonostante i suoi malumori e le voci di trade con i Minnesota Timberwolves (da cui i Lakers volevano prendere Kevin Garnett in cambio, ma non si concretizzò in quanto Garnett andò ai Boston Celtics durante il Draft 2007) e i Chicago Bulls (che avrebbero ceduto Luol Deng per avere il Mamba in novembre), Bryant rimase e, oltre ad avere cambiato numero (da 8 a 24), fu tra gli artefici della bella stagione della squadra, vincendo il premio di MVP della regular season, tenendo di media 28,3 punti. I Lakers, grazie anche all'innesto di Pau Gasol arrivato nel febbraio 2008, tornarono alle finali per la prima volta dalla sconfitta del 2004, ma vennero battuti dai Boston Celtics 4-2.
La stagione 2008-09 confermò i Lakers come una delle migliori squadre, e nella regular season ottennero il 2º record assoluto una partita solamente dietro i Cleveland Cavaliers. La stagione partì molto bene sia per lui che per la squadra che vinse 17 delle prime 19 partite, in cui tenne 24,7 punti di media. Il 2 febbraio 2009 realizzò una prestazione da incorniciare al Madison Square Garden contro i New York Knicks mettendo a referto 61 punti che rappresentarono il record nella lunga storia dello stadio della Grande mela, prima che Carmelo Anthony ne realizzasse 62 proprio con i Knicks il 25 gennaio 2014; il precedente record di punti apparteneva a Bernard King che il giorno di Natale dell'84 ne totalizzò 60. Diventò anche co-MVP dell'ASG 2009 a pari merito con l'ex-compagno di squadra Shaquille O'Neal, riproponendo per una gara la coppia del three-peat vista tra il 2000 e il 2002 con Phil Jackson in panchina. Al termine della stagione regolare i lacustri si piazzarono al primo posto a ovest grazie anche al suo contributo. Il 14 giugno 2009 vinse per la prima volta il premio di MVP delle finali, giocate dai Lakers contro i sorprendenti Orlando Magic (4-1 il risultato finale della serie), diventando il primo giocatore dai tempi di Jerry West nel 1969 a mantenere una media di almeno 32,4 punti e 7,4 assist in una serie e il primo dopo Michael Jordan ad avere una media di almeno 30 punti, 5 rimbalzi e 5 assist per una squadra che abbia vinto il titolo. I suoi 162 punti totali lo videro al 4º posto assoluto della storia per un singolo giocatore in una serie di finale di 5 partite giocate. In tutti i playoffs tenne invece di media 30,2 punti.
La successiva stagione si aprì subito con un Bryant che segnò 40 punti in 4 delle prime 11 partite quando Gasol era assente per infortunio. Il 17 novembre 2009 contro i Detroit Pistons Bryant mise a referto proprio 40 punti: fu la centesima volta nella sua carriera che ne realizzò almeno 40; meglio di lui hanno fatto Michael Jordan, 173 volte sopra i 40, e Wilt Chamberlain, 271 volte. Il 1º febbraio 2010, Bryant diventò il miglior marcatore dei Los Angeles Lakers con 25208 marcature in carriera, sorpassando Jerry West. Durante l'annata solidificò il proprio rapporto con coach Jackson elogiandone le capacità gestionali. In stagione ebbe comunque dei problemi fisici: in dicembre rimediò una frattura dell'indice, mentre in febbraio ebbe un problema alla caviglia che lo costrinse a stare fermo contro la sua volontà. Il 2 aprile firmò un rinnovo triennale da 87 milioni di dollari complessivi. Nei playoffs i Lakers arrivarono alle finali dove riaffrontarono i Celtics dopo aver battuto OKC per 4-2, Utah per 4-0 e Phoenix per 4-2; in quest'ultima serie segnò un tiro decisivo a 35 secondi dalla fine in gara-6 nonostante un'ottima marcatura di Grant Hill. La finale, dopo gara-5, vide i Celtics in vantaggio per 3-2 e si decise a gara-7 con la squadra losangelina che batté Boston per 83-79. Bryant vinse così il suo quinto titolo in carriera, insieme al secondo trofeo di MVP delle finali, in cui tenne di media 28,6 punti. In gara-7 segnò 23 punti, seppur con un 6-24 dal campo (e 0 su 6 da tre).

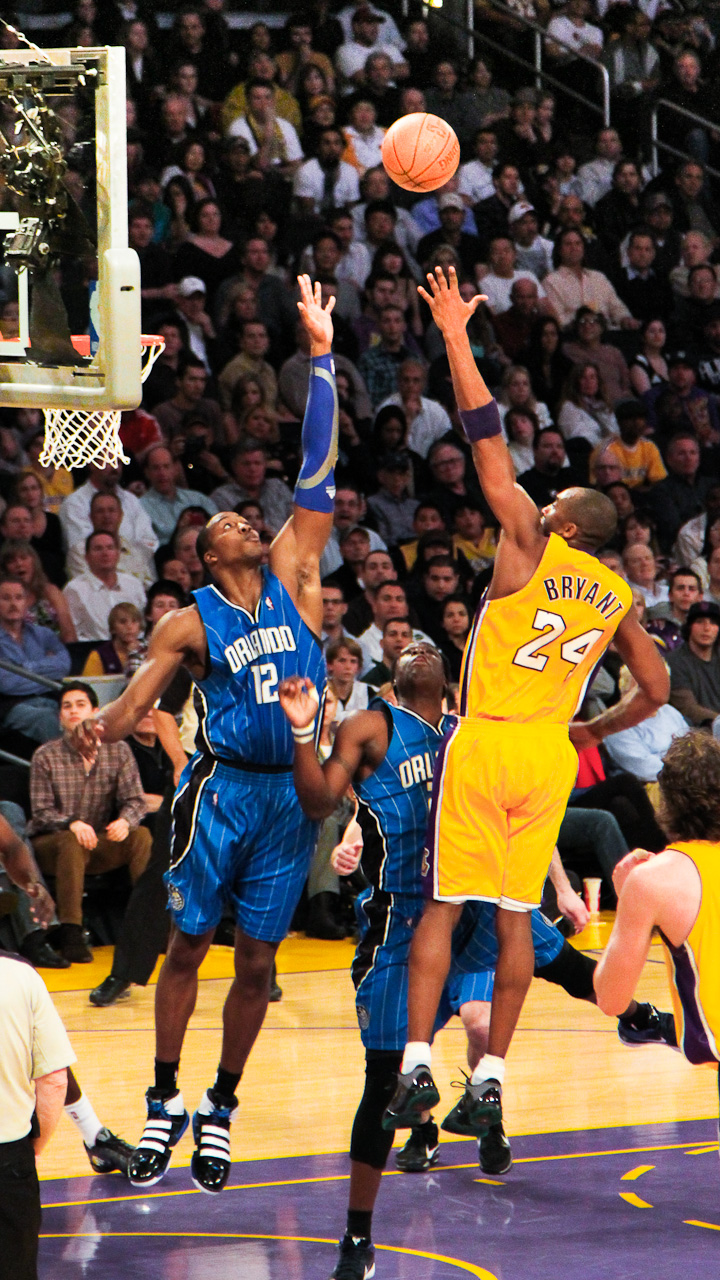
Bryant al tiro contro Dwight Howard degli Orlando Magic nel 2010

Durante l'annata 2010-2011 Bryant entrò nella top ten dei migliori realizzatori NBA di sempre. Il 20 febbraio 2011 durante l'All Star Game, giocato proprio a Los Angeles, conquistò il suo quarto titolo di MVP della gara delle stelle, grazie a una prestazione da 37 punti e 14 rimbalzi in 29 minuti di gioco; lo stesso giorno diventò il primo giocatore ancora in attività a entrare a far parte della Hollywood Walk of Fame di Los Angeles e secondo cestista di sempre dopo Magic Johnson. In quella stagione i Lakers figurarono nuovamente tra i favoriti per la vittoria finale e tutti si aspettavano la finale contro i nuovi Miami Heat di LeBron James, Dwyane Wade e Chris Bosh. Chiusa una buona regular season al 2º posto a ovest dietro i San Antonio Spurs (a cui contribuì con 25,3 punti di media), i Lakers nei playoffs superarono 4-2 i New Orleans Hornets dopo aver perso gara-1 in casa, ma in semifinale vennero spazzati via 4-0 dai futuri campioni NBA dei Dallas Mavericks.
A fronte di quest'eliminazione i Lakers tentarono di rivoluzionare la squadra: il lockout posticipò l'inizio della stagione 2011-2012 a dicembre, ma prima dell'inizio i gialloviola tentarono di prendere Chris Paul da New Orleans in una trade a 3 squadre che avrebbe portato CP3 a LA, con la franchigia losangelina che avrebbe ceduto due suoi pilastri come Pau Gasol agli Houston Rockets e Lamar Odom in Louisiana; tuttavia la trattativa venne annullata da l'allora commissioner dell'NBA David Stern per "ragioni cestistiche". Bryant si arrabbiò molto per questa vicenda, così come per la trade che portò Lamar Odom ai Dallas Mavericks, con il giocatore che chiese la cessione perché deluso dal comportamento della dirigenza gialloviola che tentò di cederlo. Nel corso del lockout per Bryant ci fu la possibilità di venire alla Virtus Bologna, che tuttavia non si concretizzò. La sua stagione, nonostante un problema al polso, partì bene, e in gennaio segnò oltre 40 punti in 4 gare consecutive. La sua stagione, seppur condizionata dalle voci sul divorzio dalla moglie, fu buona in quanto raggiunse dei traguardi prestigiosi: il 6 febbraio 2012 diventò il 5º miglior marcatore della storia NBA, superando in classifica Shaquille O'Neal, mentre all'All-Star Game (dove giocò nel quintetto base) segnò 28 punti superando Michael Jordan come miglior realizzatore di sempre all'All-Star Game. Concluse anzitempo l'annata con una media di 27,9 punti, saltando 7 gare per una contusione allo stinco in aprile prima della post-season, contribuendo così alla qualificazione ai playoffs dei Lakers. Anche questa stagione si chiuse con un'eliminazione alle semifinali di conference contro gli Oklahoma City Thunder di Kevin Durant e Russell Westbrook, nonostante Bryant avesse segnato 116 punti (36+38+42) nelle ultime 3 partite della serie chiusasi a gara-5; Bryant vide sfumare la possibilità di vincere il 6º titolo, suo obiettivo dichiarato così da poter eguagliare Michael Jordan.
La stagione 2012-2013 si aprì con grandi aspettative per i Lakers: arrivarono le stelle Dwight Howard e Steve Nash per aiutare Bryant a vincere il 6º anello. Tuttavia le cose non procedettero come previsto e la squadra non girò, tanto che dopo 5 partite Mike Brown venne esonerato per fare spazio a Mike D'Antoni, con cui Bryant non ebbe un bel rapporto. In stagione Bryant dovette giocare molti più minuti del previsto nonostante avesse problemi fisici e la squadra faticasse a integrarsi con il gioco di D'Antoni. Il 30 marzo 2013 raggiunse i 31423 punti, superando Wilt Chamberlain. Da marzo in poi, nonostante i problemi fisici, iniziò a giocare oltre 40 minuti per consentire al team di raggiungere i playoffs. Il 12 aprile 2013 pagò gli sforzi profusi contro Golden State in quanto subì un grave infortunio al tendine di Achille, a seguito di un contrasto falloso con Harrison Barnes, che lo costrinse a chiudere anzitempo la stagione e che mise a rischio la sua carriera; tra l'altro Bryant, seppur da infortunato, segnò i 2 tiri liberi successivi e uscì dal campo sulle sue gambe senza l'ausilio della barella. Nei playoffs, con il Black Mamba assente, la squadra venne eliminata per 4-0 al primo turno dai San Antonio Spurs futuri finalisti. Bryant disputò comunque un'ottima annata che in seguito definì la migliore della sua carriera.

#### Ultimi anni (2013-2016)

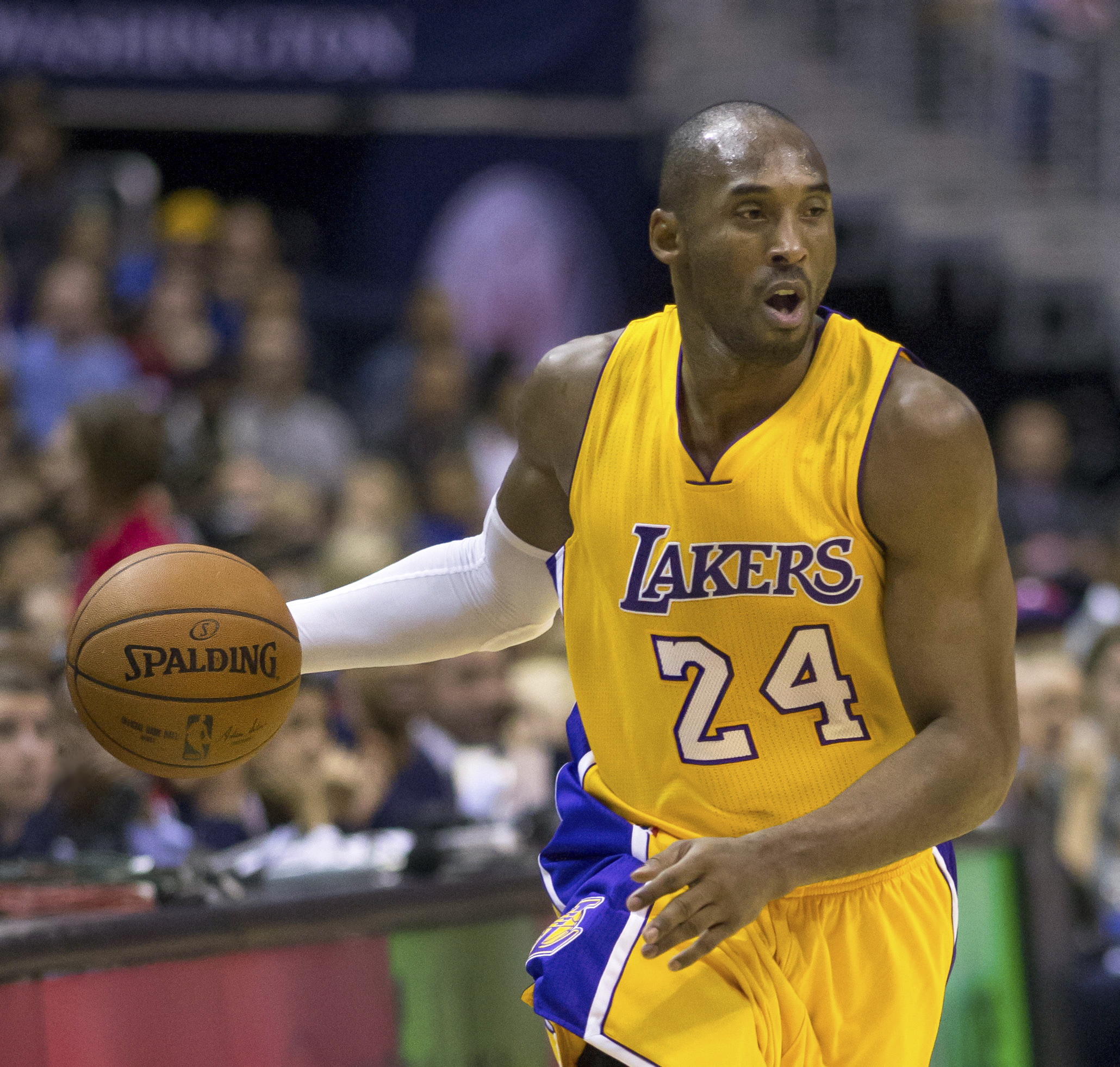
Bryant in azione nel 2014

Il grave infortunio condizionò Bryant nella stagione 2013-2014 in quanto giocò solamente 6 partite. La stagione successiva ne giocò 35, venendo nuovamente limitato dagli infortuni e giocò la sua ultima partita il 21 gennaio 2015 contro i New Orleans Pelicans, in cui Bryant tentò di rimanere in campo nonostante un forte dolore alle cuffie dei rotatori. Il 14 dicembre raggiunse quota 32293 punti, superando Michael Jordan nella classifica dei realizzatori all-time, piazzandosi al 3º posto dopo Kareem Abdul-Jabbar e Karl Malone.
Nonostante i problemi fisici, l'anno successivo Bryant fu disponibile sin da subito: con 25 milioni di stipendio fu il giocatore più pagato della lega, ma le sue prestazioni furono negative, onde per cui il 2 novembre lui stesso fece autocritica al riguardo. A fronte di ciò il 29 novembre 2015, tramite una lettera dedicata alla pallacanestro rilasciata a The Player's Tribune, annunciò il suo ritiro dall'attività agonistica al termine della stagione 2015-2016.
Il suo ultimo anno fu un farewell tour in quanto in ogni arena gli vennero tributati applausi e apprezzamenti, persino in quelle di squadre rivali come i Boston Celtics. All'All-Star Game del 14 febbraio 2016 ci arrivò come giocatore più votato, e disputò 26 minuti nonostante lui avesse chiesto all'allenatore dell'ovest Gregg Popovich di giocarne solo 10, segnando 10 punti. Il 13 aprile 2016 giocò la sua ultima partita in NBA concludendo con 60 punti (miglior prestazione realizzativa per un singolo giocatore nell'anno 2015-2016) nella vittoria contro gli Utah Jazz, tirando con il 44% dal campo e stabilendo un nuovo record per punti segnati nell'ultima partita in carriera.
Il 18 dicembre 2017 i Lakers, in suo onore, hanno ritirato sia la maglia nº 8 che la nº 24 con una cerimonia allo Staples Center presieduta da Magic Johnson. In questo modo è diventato il primo giocatore nella storia dell'NBA a vedere due numeri di maglia ritirati dalla stessa squadra.

### Nazionale

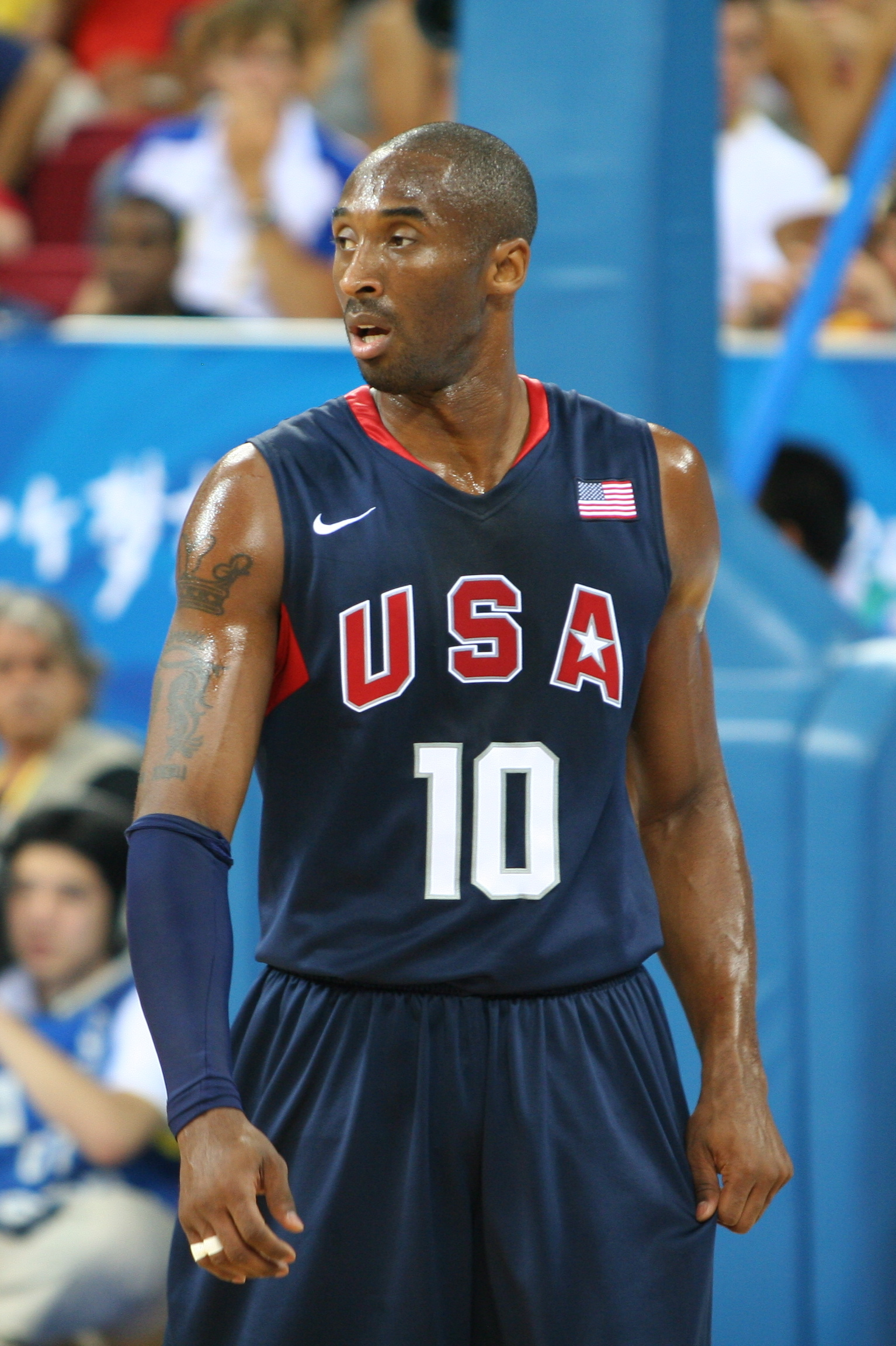
Kobe Bryant con la Nazionale statunitense a

#### Rifiuti, infortuni e FIBAS Americas Championship 2007
Dopo avere rifiutato le convocazioni alle Olimpiadi 2000 e 2004 (la seconda per problemi giudiziari) e ai Mondiali 2002, saltò i Mondiali 2006 per infortunio. La carriera in nazionale di Bryant ebbe inizio nel 2007 in un'amichevole tra i giocatori della Nazionale statunitense in preparazione ai FIBA Americas Championship 2007 di Las Vegas, in cui realizzò 26 punti. Durante la competizione Bryant andò più volte in doppia cifra (segnando 3 ventelli) e segnò anche il suo massimo di punti con il Team USA in occasione della sfida con l'Argentina vinta per 91-76 mettendone a segno 27. Contro gli stessi argentini gli USA vinsero la finale per 118-81, con Bryant che realizzò solo 5 punti. Nella manifestazione tenne di media 15,3 punti, non andando in doppia cifra solo in 2 occasioni nel corso della competizione.

#### Olimpiadi 2008
Nel 2008, sotto la guida dell'allenatore di Duke Mike Krzyzewski, disputò i Giochi olimpici di Pechino 2008 nonostante dei problemi al mignolo. Anche questa volta Bryant vinse la medaglia d'oro, segnando 20 punti (di cui 13 nel secondo tempo) nella combattuta finale contro la Spagna. Nel torneo tenne di media 15 punti, realizzandone 25 nella vittoria per 116-85 contro l'Australia.

#### Olimpiadi 2012 e ritiro
Successivamente disputò anche i Giochi di Londra 2012. Dopo un inizio in sordina con 9,4 punti di media, dai 20 punti (la maggior parte dei quali segnati nel 4º quarto) nei quarti contro l'Australia andò in doppia cifra prima nella semifinale con 13 punti contro l'Argentina e poi con 17 nella vittoriosa finale (107-100) contro la Spagna, ottenendo la terza medaglia d'oro. Al termine della manifestazione, in cui tenne di media 12 punti, annunciò il proprio ritiro dalla nazionale. Nel 2016 s'intravide per lui la possibilità di concludere la carriera con un terzo oro olimpico; tuttavia declinò l'invito.
Con la nazionale disputò complessivamente 37 incontri, di cui 16 alle Olimpiadi e 10 ai FIBA Americas Championship, mettendo a referto in totale 102 assist, 86 rimbalzi e 504 punti, con una media di 13,6 punti a partita.

## Dopo il ritiro
La lettera con cui annunciò il proprio ritiro al basket nel 2015 fu convertita in un cortometraggio animato intitolato Dear Basketball (che era l'incipit della lettera originale) nel 2017 diretto da Glen Keane. Nel gennaio 2018 venne annunciato che la lettera sarebbe stata candidata all'Oscar come miglior cortometraggio d'animazione; il 4 marzo 2018 la pellicola vinse la statuetta, rendendo Bryant il primo sportivo in assoluto a vincere tale premio. Durante i playoffs 2018 condusse il programma Detail in cui analizzava le partite della post-season. Il 17 ottobre dello stesso anno venne annunciata la seconda edizione del programma a cui si aggiunse l'ex giocatore NFL Peyton Manning.
Il 12 novembre 2018 pubblicò un libro intitolato The Mamba Mentality - Il mio basket, in cui parla della sua carriera oltre che di avversari da lui affrontati. Collaborarono alla stesura del libro il suo ex allenatore Phil Jackson, che scrisse l'introduzione, oltre che l'ex compagno di squadra Pau Gasol che scrisse la prefazione. Il 15 marzo 2019 effettuò i sorteggi dei gironi per i Mondiali in Cina (di cui era ambasciatore globale insieme agli ex cestisti Dirk Nowitzki e Yao Ming). Il 20 aprile, insieme a Wesley King, pubblicò un altro libro, intitolato The Wizenard Series: Training Camp. Nel corso delle estati svolse degli allenamenti con cestisti NBA come Giannīs Antetokounmpo, Russell Westbrook e Kawhi Leonard.

## La morte

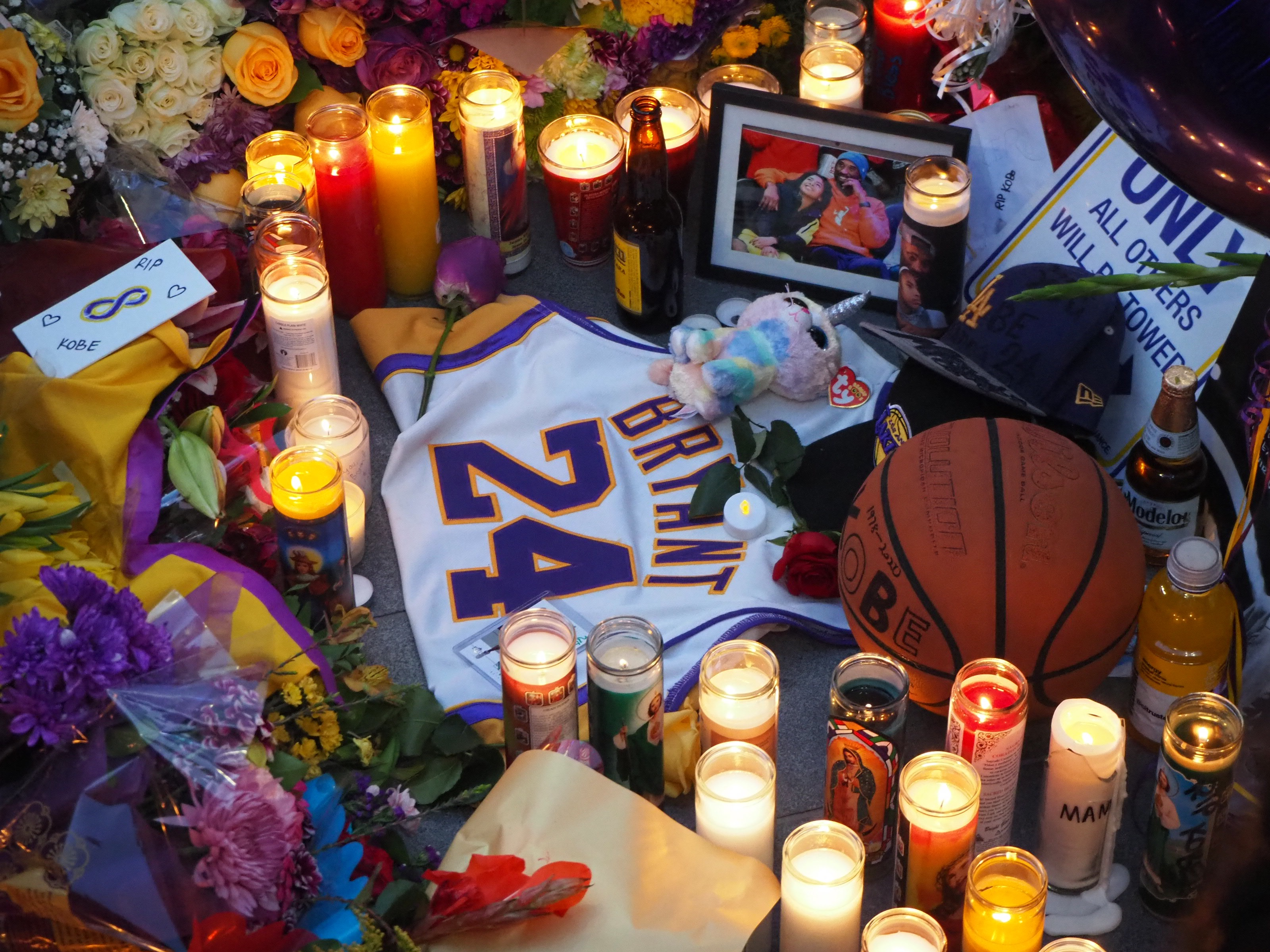
Oggetti lasciati in onore di Bryant fuori dallo Staples Center

Alle 9:06 PDT del 26 gennaio 2020, Bryant, sua figlia di tredici anni Gianna e altre sette persone decollarono dall'aeroporto della Contea di Orange-John Wayne, in California, a bordo dell'elicottero Sikorsky S-76B marche N72EX. Il velivolo precipitò a Calabasas, alle 9:47 circa, prendendo fuoco. I vigili del fuoco della contea di Los Angeles spensero l'incendio alle 10:30, confermando la morte di tutti i passeggeri. Secondo i primi rapporti l'elicottero si schiantò a causa della nebbia fitta. Al termine dell'indagine durata cinque mesi, la National Transportation Safety Board, non avendo potuto acquisire prove certe di un malfunzionamento del velivolo, attribuì lo schianto a un errore del pilota, causato dalla pressione a cui era sottoposto, che lo ha spinto a volare in condizioni meteo avverse, e dal disorientamento spaziale, derivante da una scorretta interpretazione delle forze apparenti; l'elicottero stava infatti abbassandosi invece di prendere quota.
Il 7 febbraio, al Pacific View Memorial Park di Corona del Mar in California, si tenne il funerale strettamente privato, a termine del quale Bryant e sua figlia furono sepolti. Una commemorazione pubblica si tenne il 24 febbraio allo Staples Center a Los Angeles, dove si riunirono persone comuni, tante personalità del mondo del basket NBA e amici di Bryant. Nel corso della cerimonia si esibirono Christina Aguilera in Ave Maria, Alicia Keys suonando al pianoforte Sonata al chiaro di luna di Beethoven e Beyoncé con un medley di Halo e XO. Quest'ultima è stata definita come una delle canzoni preferite di Bryant; la cantante apportò delle modifiche al testo nel corso dell'esecuzione, omettendo i riferimenti a schianti o alla morte presenti nei versi del brano.

## Fuori dal campo

### Vita privata

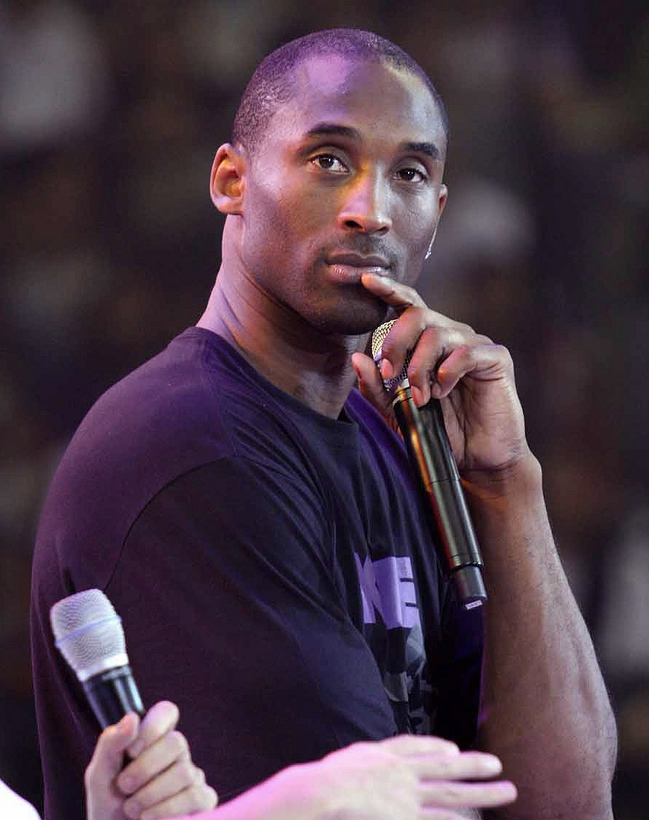
Bryant durante un intervento a Manila nel 2009

Il suo primo nome, Kobe, fa riferimento alla pregiata qualità di carne bovina, quella che i suoi genitori mangiarono in un ristorante poco prima della sua nascita. Suo padre è l'ex cestista Joe Bryant, mentre sua madre Pamela è sorella di Chubby Cox, anch'egli ex giocatore di pallacanestro; aveva due sorelle più grandi, Sharia e Shaya, mentre suo cugino John Cox è anch'egli cestista.
Parlava lo spagnolo e l'italiano, avendo vissuto in Italia tra i 6 e i 13 anni, al seguito del padre che dopo aver lasciato l'NBA giocò per Sebastiani Rieti, Viola Reggio Calabria, Olimpia Basket Pistoia e infine Pallacanestro Reggiana. Era tifoso del Milan; la squadra gli dedicò il prepartita dell'incontro giocato contro il Torino pochi giorni dopo la sua morte.
A 22 anni, il 18 aprile 2001, si sposò con Vanessa Laine. Il rapporto tra i coniugi non è sempre stato idilliaco, oltre che per l'accusa di stupro del 2003 per il fatto che nel dicembre 2011 Vanessa chiese il divorzio stanca dei tradimenti del cestista; tuttavia il 12 gennaio 2013 la procedura venne annullata e i due si riconciliarono. Bryant e Vanessa hanno avuto quattro figlie: Natalia Diamante, nata il 19 gennaio 2003, Gianna Maria-Onore, nata il 1º maggio 2006 e deceduta il 26 gennaio 2020, nello stesso incidente che ha coinvolto il padre, Bianka Bella, nata il 5 dicembre 2016, e Capri Kobe, nata il 20 giugno 2019.
Secondo quanto riportato dalla rivista Forbes, fu il 10º sportivo più pagato del mondo nel 2014, con un guadagno di 49,5 milioni di dollari.

### Pubblicità e merchandising
Soprannominato Black Mamba, nel 2009 firmò un accordo con Nubeo per la commercializzazione di orologi di lusso siglati "Black Mamba da collezione". Dopo essere stato sotto contratto con Adidas, con la Nike creò una linea di scarpe da basket: le Nike Kobe.
Protagonista di diversi spot pubblicitari per Nike, apparve inoltre in un commercial per il videogioco Call of Duty: Black Ops.

### L'accusa di stupro
Il 4 luglio 2003 Bryant venne arrestato: una diciannovenne allora dipendente dell'Hotel Cordillera di Edwards, in Colorado, lo accusò di averla violentata. Bryant confessò di aver avuto un rapporto sessuale con la ragazza, ma negò la violenza affermando che il rapporto fu consensuale. Al fatto, avvenuto il 30 giugno, e all'arresto, seguì l'immediato rilascio del cestista dopo il pagamento di una cauzione di 25000 $. Il 6 agosto 2003 cominciò una serie di udienze conclusasi il 27 agosto 2004 con un processo che vide il ritiro delle accuse da parte dei legali della ragazza, i quali decisero comunque di mandare avanti una causa civile; lo stesso anno, per via dello stress derivante dalla vicenda, sua moglie Vanessa ebbe un aborto.
In quel periodo Bryant perse alcuni dei suoi contratti, fra cui quello con la Nutella. La Nike invece firmò un accordo poco prima che il giocatore venisse accusato, ma decise comunque di rispettarlo. Bryant aveva terminato in anticipo il proprio contratto con l'Adidas nell'estate 2002 e aveva passato tutta la stagione NBA seguente senza sponsorizzazione, indossando varie marche e modelli di scarpe diversi.

### Controversia con Karl Malone
Nel dicembre 2004 Karl Malone si rivolse alla moglie di Bryant Vanessa, dicendole: "Sono a caccia di una bella messicana". Bryant, dopo avere saputo dalla moglie quanto accaduto, ruppe la propria amicizia con Malone. Negli anni il rapporto tra i due restò teso, tanto che Malone nel 2015 invitò pubblicamente Bryant a sfidarlo.

### Carriera cinematografica
Oltre ad avere vinto l'Oscar per Dear Basketball, il cestista fece alcune apparizioni sia cinematografiche che televisive: la prima fu nel 1996 nella serie TV Moesha. Nel 2008 Spike Lee realizzò un film-documentario dedicato a lui intitolato Kobe Doin' Work. Nel 2010 invece apparve in un episodio della serie Modern Family, mentre nel 2012 entrò nel cast del film Io sono Bruce Lee sull'omonimo ex attore cinese.

### Impegno benefico
Fondò la Kobe Bryant China Fund per favorire l'educazione scolastica e sportiva dei ragazzi in Cina. Nel 2011 fondò invece con sua moglie Vanessa la Kobe & Vanessa Bryant Family Foundation, che si impegna nel sociale verso i più giovani abitanti di Los Angeles in difficoltà economico-sociali. Fu anche ambasciatore ufficiale dell'After-School All-Stars, organizzazione non-profit che provvede al doposcuola dei ragazzi di tredici stati degli Stati Uniti, e in generale fu protagonista di tante altre iniziative benefiche, come quando donò un milione di dollari per aiutare i soldati a integrarsi nella vita civile dopo la guerra.

## Statistiche
| † | Denota le stagioni in cui ha vinto il titolo |
| * | Primo nella lega                             |

### NBA

#### Regular season
| Anno       | Squadra     | PG    | PT    | MP   | TC%  | 3P%  | TL%  | RP  | AP  | PRP | SP  | PP    |
| ---------- | ----------- | ----- | ----- | ---- | ---- | ---- | ---- | --- | --- | --- | --- | ----- |
| 1996-1997  | L.A. Lakers | 71    | 6     | 15,5 | 41,7 | 37,5 | 81,9 | 1,9 | 1,3 | 0,7 | 0,3 | 7,6   |
| 1997-1998  | L.A. Lakers | 79    | 1     | 26,0 | 42,8 | 34,1 | 79,4 | 3,1 | 2,5 | 0,9 | 0,5 | 15,4  |
| 1998-1999  | L.A. Lakers | 50    | 50    | 37,9 | 46,5 | 26,7 | 83,9 | 5,3 | 3,8 | 1,4 | 1,0 | 19,9  |
| 1999-2000† | L.A. Lakers | 66    | 62    | 38,2 | 46,8 | 31,9 | 82,1 | 6,3 | 4,9 | 1,6 | 0,9 | 22,5  |
| 2000-2001† | L.A. Lakers | 68    | 68    | 40,9 | 46,4 | 30,5 | 85,3 | 5,9 | 5,0 | 1,7 | 0,6 | 28,5  |
| 2001-2002† | L.A. Lakers | 80    | 80    | 38,3 | 46,9 | 25,0 | 82,9 | 5,5 | 5,5 | 1,5 | 0,4 | 25,2  |
| 2002-2003  | L.A. Lakers | 82    | 82    | 41,5 | 45,1 | 38,3 | 84,3 | 6,9 | 5,9 | 2,2 | 0,8 | 30,0  |
| 2003-2004  | L.A. Lakers | 65    | 64    | 37,6 | 43,8 | 32,7 | 85,2 | 5,5 | 5,1 | 1,7 | 0,4 | 24,0  |
| 2004-2005  | L.A. Lakers | 66    | 66    | 40,7 | 43,3 | 33,9 | 81,6 | 5,9 | 6,0 | 1,3 | 0,8 | 27,6  |
| 2005-2006  | L.A. Lakers | 80    | 80    | 41,0 | 45,0 | 34,7 | 85,0 | 5,3 | 4,5 | 1,8 | 0,4 | 35,4* |
| 2006-2007  | L.A. Lakers | 77    | 77    | 40,8 | 46,3 | 34,4 | 86,8 | 5,7 | 5,4 | 1,4 | 0,5 | 31,6* |
| 2007-2008  | L.A. Lakers | 82    | 82    | 38,9 | 45,9 | 36,1 | 84,0 | 6,3 | 5,4 | 1,8 | 0,5 | 28,3  |
| 2008-2009† | L.A. Lakers | 82    | 82    | 36,1 | 46,7 | 35,1 | 85,6 | 5,2 | 4,9 | 1,5 | 0,5 | 26,8  |
| 2009-2010† | L.A. Lakers | 73    | 73    | 38,8 | 45,6 | 32,9 | 81,1 | 5,4 | 5,0 | 1,5 | 0,3 | 27,0  |
| 2010-2011  | L.A. Lakers | 82    | 82    | 33,9 | 45,1 | 32,3 | 82,8 | 5,1 | 4,7 | 1.2 | 0,1 | 25,3  |
| 2011-2012  | L.A. Lakers | 58    | 58    | 38,5 | 43,0 | 30,3 | 84,5 | 5,4 | 4,6 | 1,2 | 0,3 | 27,9  |
| 2012-2013  | L.A. Lakers | 78    | 78    | 38,6 | 46,3 | 32,4 | 83,9 | 5,6 | 6,0 | 1,4 | 0,3 | 27,3  |
| 2013-2014  | L.A. Lakers | 6     | 6     | 29,5 | 42,5 | 18,8 | 85,7 | 4,3 | 6,3 | 1,2 | 0,2 | 13,8  |
| 2014-2015  | L.A. Lakers | 35    | 35    | 34.5 | 37,3 | 29,3 | 81,3 | 5,7 | 5,6 | 1,3 | 0,2 | 22,3  |
| 2015-2016  | L.A. Lakers | 66    | 66    | 28,2 | 35,8 | 28,5 | 82,6 | 3,7 | 2,8 | 0,9 | 0,2 | 17,6  |
| Carriera   | Carriera    | 1 346 | 1 198 | 36,1 | 44,7 | 32,9 | 83,7 | 5,2 | 4,7 | 1,4 | 0,5 | 25,0  |
| All-Star   | All-Star    | 15    | 15    | 27,6 | 50,0 | 32,4 | 78,9 | 5,0 | 4,7 | 2,5 | 0,4 | 19,3  |

#### Playoffs
| Anno     | Squadra     | PG  | PT  | MP   | TC%  | 3P%  | TL%  | RP  | AP  | PRP | SP  | PP    |
| -------- | ----------- | --- | --- | ---- | ---- | ---- | ---- | --- | --- | --- | --- | ----- |
| 1997     | L.A. Lakers | 9   | 0   | 14,8 | 38,2 | 26,1 | 86,7 | 1,2 | 1,2 | 0,3 | 0,2 | 8,2   |
| 1998     | L.A. Lakers | 11  | 0   | 20,0 | 40,8 | 21,4 | 68,9 | 1,9 | 1,5 | 0,3 | 0,7 | 8,7   |
| 1999     | L.A. Lakers | 8   | 8   | 39,4 | 43,0 | 34,8 | 80,0 | 6,9 | 4,6 | 1,9 | 1,3 | 19,8  |
| 2000†    | L.A. Lakers | 22  | 22  | 39,0 | 44,2 | 34,4 | 75,4 | 4,5 | 4,4 | 1,5 | 1,5 | 21,1  |
| 2001†    | L.A. Lakers | 16  | 16  | 43,4 | 46,9 | 32,4 | 82,1 | 7,3 | 6,1 | 1,6 | 0,8 | 29,4  |
| 2002†    | L.A. Lakers | 19  | 19  | 43,8 | 43,4 | 37,9 | 75,9 | 5,8 | 4,6 | 1,4 | 0,9 | 26,6  |
| 2003     | L.A. Lakers | 12  | 12  | 44,3 | 43,2 | 40,3 | 82,7 | 5,1 | 5,2 | 1,2 | 0,1 | 32,1* |
| 2004     | L.A. Lakers | 22  | 22  | 44,2 | 41,3 | 24,7 | 81,3 | 4,7 | 5,5 | 1,9 | 0,3 | 24,5  |
| 2006     | L.A. Lakers | 7   | 7   | 44,9 | 49,7 | 40,0 | 77,1 | 6,3 | 5,1 | 1,1 | 0,4 | 27,9  |
| 2007     | L.A. Lakers | 5   | 5   | 43,0 | 46,2 | 35,7 | 91,9 | 5,2 | 4,4 | 1,0 | 0,4 | 32,8* |
| 2008     | L.A. Lakers | 21  | 21  | 41,1 | 47,9 | 30,2 | 80,9 | 5,7 | 5,6 | 1,7 | 0,4 | 30,1* |
| 2009†    | L.A. Lakers | 23  | 23  | 40,8 | 45,7 | 34,9 | 88,3 | 5,3 | 5,5 | 1,7 | 0,9 | 30,2  |
| 2010†    | L.A. Lakers | 23  | 23  | 40,1 | 45,8 | 37,4 | 84,2 | 6,0 | 5,5 | 1,3 | 0,7 | 29,2  |
| 2011     | L.A. Lakers | 10  | 10  | 35,4 | 44,6 | 29,3 | 82,0 | 3,4 | 3,3 | 1,6 | 0,3 | 22,8  |
| 2012     | L.A. Lakers | 12  | 12  | 39,7 | 43,9 | 28,3 | 83,2 | 4,8 | 4,3 | 1,3 | 0,2 | 30,0  |
| Carriera | Carriera    | 220 | 200 | 39,3 | 44,8 | 33,1 | 81,6 | 5,1 | 4,7 | 1,4 | 0,6 | 25,6  |

#### Massimi in carriera
- Massimo di punti: 81 vs Toronto Raptors (22 gennaio 2006)[265]
- Massimo di rimbalzi: 16 (2 volte)
- Massimo di assist: 17 vs Cleveland Cavaliers (16 gennaio 2015)
- Massimo di palle recuperate: 7 vs Utah Jazz (13 febbraio 2006)
- Massimo di stoppate: 5 (3 volte)
- Massimo di minuti giocati: 54 vs Charlotte Hornets (29 dicembre 2006)

#### Record
- 25 partite con 50+ punti.[266]
- 6 partite con 60+ punti.[267]
- 40+ punti contro tutte le squadre partecipanti alla NBA.[268][269]

### Cronologia presenze e punti in Nazionale
| Cronologia completa delle presenze e dei punti in Nazionale - Stati Uniti | Cronologia completa delle presenze e dei punti in Nazionale - Stati Uniti | Cronologia completa delle presenze e dei punti in Nazionale - Stati Uniti | Cronologia completa delle presenze e dei punti in Nazionale - Stati Uniti | Cronologia completa delle presenze e dei punti in Nazionale - Stati Uniti | Cronologia completa delle presenze e dei punti in Nazionale - Stati Uniti | Cronologia completa delle presenze e dei punti in Nazionale - Stati Uniti | Cronologia completa delle presenze e dei punti in Nazionale - Stati Uniti |
| Data                                                                      | Città                                                                     | In casa                                                                   | Risultato                                                                 | Ospiti                                                                    | Competizione                                                              | Punti                                                                     | Note                                                                      |
| ------------------------------------------------------------------------- | ------------------------------------------------------------------------- | ------------------------------------------------------------------------- | ------------------------------------------------------------------------- | ------------------------------------------------------------------------- | ------------------------------------------------------------------------- | ------------------------------------------------------------------------- | ------------------------------------------------------------------------- |
| 22-7-2007                                                                 | Las Vegas                                                                 | Stati Uniti                                                               | 104 - 105                                                                 | Stati Uniti                                                               | Amichevole                                                                | 26                                                                        | [ 197 ]                                                                   |
| 22-8-2007                                                                 | Las Vegas                                                                 | Stati Uniti                                                               | 112 - 69                                                                  | Venezuela                                                                 | Americas Ch'ship 2007 - Gironi di qual.                                   | 14                                                                        | [ 270 ]                                                                   |
| 23-8-2007                                                                 | Las Vegas                                                                 | Isole Vergini Americane                                                   | 59 - 123                                                                  | Stati Uniti                                                               | Americas Ch'ship 2007 - Gironi di qual.                                   | 9                                                                         | [ 271 ]                                                                   |
| 25-8-2007                                                                 | Las Vegas                                                                 | Stati Uniti                                                               | 113 - 63                                                                  | Canada                                                                    | Americas Ch'ship 2007 - Gironi di qual.                                   | 15                                                                        | [ 272 ]                                                                   |
| 26-8-2007                                                                 | Las Vegas                                                                 | Brasile                                                                   | 76 - 113                                                                  | Stati Uniti                                                               | Americas Ch'ship 2007 - 2ª fase a gironi                                  | 20                                                                        | [ 273 ]                                                                   |
| 27-8-2007                                                                 | Las Vegas                                                                 | Stati Uniti                                                               | 127 - 100                                                                 | Messico                                                                   | Americas Ch'ship 2007 - 2ª fase a gironi                                  | 21                                                                        | [ 274 ]                                                                   |
| 28-8-2007                                                                 | Las Vegas                                                                 | Porto Rico                                                                | 78 - 117                                                                  | Stati Uniti                                                               | Americas Ch'ship 2007 - 2ª fase a gironi                                  | 14                                                                        | [ 275 ]                                                                   |
| 29-8-2007                                                                 | Las Vegas                                                                 | Uruguay                                                                   | 79 - 118                                                                  | Stati Uniti                                                               | Americas Ch'ship 2007 - 2ª fase a gironi                                  | 13                                                                        | [ 276 ]                                                                   |
| 30-8-2007                                                                 | Las Vegas                                                                 | Argentina                                                                 | 76 - 91                                                                   | Stati Uniti                                                               | Americas Ch'ship 2007 - 2ª fase a gironi                                  | 27                                                                        | [ 277 ]                                                                   |
| 1-9-2007                                                                  | Las Vegas                                                                 | Stati Uniti                                                               | 135 - 91                                                                  | Porto Rico                                                                | Americas Ch'ship 2007 - Semifinale                                        | 15                                                                        | [ 278 ]                                                                   |
| 2-9-2007                                                                  | Las Vegas                                                                 | Argentina                                                                 | 81 - 118                                                                  | Stati Uniti                                                               | Americas Ch'ship 2007 - Finale                                            | 5                                                                         | [ 200 ]                                                                   |
| 25-7-2008                                                                 | Las Vegas                                                                 | Stati Uniti                                                               | 120 - 65                                                                  | Canada                                                                    | Amichevole                                                                | 15                                                                        | [ 279 ]                                                                   |
| 31-7-2008                                                                 | Macao                                                                     | Stati Uniti                                                               | 114 - 82                                                                  | Turchia                                                                   | Amichevole                                                                | 7                                                                         | [ 280 ]                                                                   |
| 1-8-2008                                                                  | Macao                                                                     | Stati Uniti                                                               | 120 - 84                                                                  | Lituania                                                                  | Amichevole                                                                | 13                                                                        | [ 281 ]                                                                   |
| 3-8-2008                                                                  | Shanghai                                                                  | Stati Uniti                                                               | 89 - 68                                                                   | Russia                                                                    | Amichevole                                                                | 19                                                                        | [ 282 ]                                                                   |
| 5-8-2008                                                                  | Shanghai                                                                  | Stati Uniti                                                               | 87 - 76                                                                   | Australia                                                                 | Amichevole                                                                | 13                                                                        | [ 283 ]                                                                   |
| 10-8-2008                                                                 | Pechino                                                                   | Stati Uniti                                                               | 101 - 70                                                                  | Cina                                                                      | Olimpiadi 2008 - Fase a gironi                                            | 13                                                                        | [ 284 ]                                                                   |
| 12-8-2008                                                                 | Pechino                                                                   | Angola                                                                    | 76 - 97                                                                   | Stati Uniti                                                               | Olimpiadi 2008 - Fase a gironi                                            | 8                                                                         | [ 285 ]                                                                   |
| 14-8-2008                                                                 | Pechino                                                                   | Stati Uniti                                                               | 92 - 69                                                                   | Grecia                                                                    | Olimpiadi 2008 - Fase a gironi                                            | 18                                                                        | [ 286 ]                                                                   |
| 16-8-2008                                                                 | Pechino                                                                   | Spagna                                                                    | 82 - 119                                                                  | Stati Uniti                                                               | Olimpiadi 2008 - Fase a gironi                                            | 11                                                                        | [ 287 ]                                                                   |
| 18-8-2008                                                                 | Pechino                                                                   | Stati Uniti                                                               | 106 - 57                                                                  | Germania                                                                  | Olimpiadi 2008 - Fase a gironi                                            | 13                                                                        | [ 288 ]                                                                   |
| 20-8-2008                                                                 | Pechino                                                                   | Stati Uniti                                                               | 116 - 85                                                                  | Australia                                                                 | Olimpiadi 2008 - Quarti di finale                                         | 25                                                                        | [ 204 ]                                                                   |
| 22-8-2008                                                                 | Pechino                                                                   | Argentina                                                                 | 81 - 101                                                                  | Stati Uniti                                                               | Olimpiadi 2008 - Semifinale                                               | 12                                                                        | [ 289 ]                                                                   |
| 24-8-2008                                                                 | Pechino                                                                   | Spagna                                                                    | 107 - 118                                                                 | Stati Uniti                                                               | Olimpiadi 2008 - Finale                                                   | 20                                                                        | [ 290 ]                                                                   |
| 12-7-2012                                                                 | Las Vegas                                                                 | Stati Uniti                                                               | 113 - 59                                                                  | Rep. Dominicana                                                           | Amichevole                                                                | 4                                                                         | [ 291 ]                                                                   |
| 16-7-2012                                                                 | Washington                                                                | Stati Uniti                                                               | 80 - 69                                                                   | Brasile                                                                   | Amichevole                                                                | 8                                                                         | [ 292 ]                                                                   |
| 19-7-2012                                                                 | Manchester                                                                | Gran Bretagna                                                             | 78 - 118                                                                  | Stati Uniti                                                               | Amichevole                                                                | 5                                                                         | [ 293 ]                                                                   |
| 22-7-2012                                                                 | Barcellona                                                                | Stati Uniti                                                               | 86 - 80                                                                   | Argentina                                                                 | Amichevole                                                                | 18                                                                        | [ 294 ]                                                                   |
| 24-7-2012                                                                 | Barcellona                                                                | Stati Uniti                                                               | 100 - 78                                                                  | Spagna                                                                    | Amichevole                                                                | 6                                                                         | [ 295 ]                                                                   |
| 29-7-2012                                                                 | Londra                                                                    | Stati Uniti                                                               | 98 - 71                                                                   | Francia                                                                   | Olimpiadi 2012 - Fase a gironi                                            | 10                                                                        | [ 296 ]                                                                   |
| 31-7-2012                                                                 | Londra                                                                    | Tunisia                                                                   | 63 - 110                                                                  | Stati Uniti                                                               | Olimpiadi 2012 - Fase a gironi                                            | 4                                                                         | [ 297 ]                                                                   |
| 2-8-2012                                                                  | Londra                                                                    | Stati Uniti                                                               | 156 - 73                                                                  | Nigeria                                                                   | Olimpiadi 2012 - Fase a gironi                                            | 16                                                                        | [ 298 ]                                                                   |
| 4-8-2012                                                                  | Londra                                                                    | Lituania                                                                  | 94 - 99                                                                   | Stati Uniti                                                               | Olimpiadi 2012 - Fase a gironi                                            | 6                                                                         | [ 299 ]                                                                   |
| 6-8-2012                                                                  | Londra                                                                    | Argentina                                                                 | 97 - 126                                                                  | Stati Uniti                                                               | Olimpiadi 2012 - Fase a gironi                                            | 11                                                                        | [ 300 ]                                                                   |
| 8-8-2012                                                                  | Londra                                                                    | Stati Uniti                                                               | 119 - 86                                                                  | Australia                                                                 | Olimpiadi 2012 - Quarti di finale                                         | 20                                                                        | [ 301 ]                                                                   |
| 10-8-2012                                                                 | Londra                                                                    | Argentina                                                                 | 83 - 109                                                                  | Stati Uniti                                                               | Olimpiadi 2012 - Semifinale                                               | 13                                                                        | [ 302 ]                                                                   |
| 12-8-2012                                                                 | Londra                                                                    | Stati Uniti                                                               | 107 - 100                                                                 | Spagna                                                                    | Olimpiadi 2012 - Finale                                                   | 17                                                                        | [ 207 ]                                                                   |
| Totale                                                                    |                                                                           | Presenze                                                                  | 37                                                                        |                                                                           | Punti                                                                     | 504                                                                       |                                                                           |

## Palmarès

### Club
- Campionato NBA: 5

Los Angeles Lakers: 2000, 2001, 2002, 2009, 2010

### Nazionale
- Olimpiadi: 2

Stati Uniti: Pechino 2008, Londra 2012
- FIBA Americas Championship: 1

Stati Uniti: 2007

### Individuale

#### Premi NBA
- MVP della regular season: 1

2007-2008
- MVP delle finali: 2

2009, 2010
- Miglior marcatore della stagione: 2

2005-2006, 2006-2007
- Inserito nell'NBA 75th Anniversary Team

#### All-NBA
- All-NBA Team: 15

First Team: 2002, 2003, 2004, 2006, 2007, 2008, 2009, 2010, 2011, 2012, 2013
Second Team: 2000, 2001
Third Team: 1999, 2005
- NBA All-Defensive Team: 12

First Team: 2000, 2003, 2004, 2006, 2007, 2008, 2009, 2010, 2011 (record condiviso con Michael Jordan, Kevin Garnett e Gary Payton)
Second Team: 2001, 2002, 2012

#### All-Star Game
- MVP dell'All-Star Game: 4 (record condiviso con Bob Pettit)

2002, 2007, 2009 (a pari merito con Shaquille O'Neal), 2011
- NBA All-Star: 18

1998, 2000, 2001, 2002, 2003, 2004, 2005, 2006, 2007, 2008, 2009, 2010, 2011, 2012, 2013, 2014, 2015, 2016
- NBA Slam Dunk Contest: 1

1997

## Record

### Record assoluti
- Più giovane giocatore dell'All Star Game (19 anni e 175 giorni) l'8 febbraio 1998.[8]
- Più giovane giocatore a essere stato scelto nel NBA All-Rookie Team (1996-97).
- Più giovane giocatore ad avere vinto lo Slam Dunk Contest: (18 anni e 175 giorni) l'8 febbraio 1997.
- Maggior numero di rimbalzi offensivi in una gara dell'All Star Game: 10, nel 2011.
- Maggior numero di recuperi negli All Star Game: 37 (a pari merito con Michael Jordan).
- Uno dei due giocatori della storia ad aver segnato 50 o più punti in 4 gare consecutive (l'altro è Wilt Chamberlain che è il primo essendo arrivato a 7 gare consecutive).
- Più tiri da 3 segnati in un tempo: 8 (28 marzo 2003 vs. Washington Wizards).
- Più tiri liberi segnati in un quarto: 14 (20 dicembre 2005 vs. Dallas Mavericks).
- Più tiri da 3 segnati negli All-Star Game: 17.
- Unico giocatore nella storia NBA a segnare almeno 600 punti nella postseason per tre anni consecutivi (2008, 2009, 2010).
- Unico giocatore nella storia NBA ad aver segnato 60 punti nella sua ultima partita da professionista (13 aprile 2016 vs. Utah Jazz).

### Record nei Los Angeles Lakers
- Punti

- Miglior realizzatore di sempre dei Los Angeles Lakers avendo superato Jerry West (2 febbraio 2010 vs. Memphis Grizzlies)
- Miglior record di punti segnati nei playoff con la franchigia californiana che era di 4457 e apparteneva a Jerry West (22 aprile 2010 vs. Oklahoma City Thunder)
- Più punti segnati in una stagione: 2832 (2005-06)
- Più punti in una partita: 81 (22 gennaio 2006 vs. Toronto Raptors, seconda prestazione NBA di sempre dopo i 100 di Wilt Chamberlain)
- Più punti segnati in un tempo: 55 (22 gennaio 2006 vs. Toronto Raptors)
- Più punti segnati in un quarto: 30 (in due occasioni)
- Più punti segnati in un overtime di play-off: 12 (4 maggio 2006 vs. Phoenix Suns)
- Più alta media punti in un mese: 43,4 (gennaio 2006)
- Più partite consecutive oltre i 50 punti: 4 (2006-07)
- Più partite con 60 o più punti in carriera: 6
- Più partite con 50 o più punti segnati in una stagione: 10 (2006-07)
- Più partite con 40 o più punti in carriera: 121 (terzo all time dopo Wilt Chamberlain con 271 e Michael Jordan con 173)
- Più partite con 40 o più punti segnati in una stagione: 27 (2005-06)
- Più partite consecutive con 40 o più punti segnati: 9 (febbraio 2003)
- Più partite consecutive con 35 o più punti segnati: 13 (febbraio 2003, secondo assoluto dopo le serie di Wilt Chamberlain)
- Più partite consecutive con 20 o più punti segnati: 62 (dicembre 2005 - aprile 2006)

- Canestri realizzati

- Più canestri realizzati in un tempo: 18 (22 gennaio 2006 vs. Toronto Raptors)
- Più canestri realizzati in un quarto: 11 (2 febbraio 1999 vs. Seattle SuperSonics)

- Tiri liberi realizzati

- Più tiri liberi realizzati in una partita: 23 (due volte)
- Più tiri liberi realizzati in un tempo: 17 (30 gennaio 2001 vs. Cleveland Cavaliers)
- Più tiri liberi realizzati in un quarto: 14 (20 dicembre 2005 vs. Dallas Mavericks)
- Più tiri liberi realizzati in un quarto in una partita di play-off: 11 (8 maggio 1997 vs. Utah Jazz)
- Più tiri liberi realizzati consecutivamente: 62 (gennaio 2006)

- Tiri da 3 realizzati

- Più tiri da 3 realizzati in una partita: 12 (7 gennaio 2003 contro i Seattle SuperSonics)
- Più tiri da 3 realizzati in un tempo: 8 (28 marzo 2003 contro i Washington Wizards)
- Più tiri da 3 realizzati in un quarto: 6 (7 gennaio 2003 contro i Seattle SuperSonics)
- Più tiri da 3 realizzati consecutivamente: 9 (7 gennaio 2003 contro i Seattle SuperSonics)

- Palle recuperate

- Più palle recuperate in un tempo: 6
- Più palle recuperate in un quarto in una partita di play-off: 3 (17 maggio 1999 vs. San Antonio Spurs)

## Filmografia

### Attore

#### Cinema
- Kobe Doin' Work, regia di Spike Lee (2008)
- Io sono Bruce Lee (I Am Bruce Lee), regia di Pete McCormack (2012)

#### Televisione
- Moesha – serie TV, episodio 2x05 (1996)
- Modern Family – serie TV, episodio 1x24 (2010)

### Sceneggiatore
- Dear Basketball, regia di Glen Keane – cortometraggio (2017)

### Produttore
- Detail – serie TV (2018-2019)

## Riconoscimenti
- Premio Oscar[10]
  - 2018 – Miglior cortometraggio d'animazione per Dear Basketball
- Annie Award[303]
  - 2018 – Miglior cortometraggio d'animazione per Dear Basketball
- Telly Awards[304]
  - 2018 – Gold Telly (sports) per Dear Basketball

## Doppiatori italiani
Nelle versioni in italiano delle opere in cui ha recitato, Kobe Bryant è stato doppiato da:
- Alberto Caneva in Modern Family[305]

## Opere
- Kobe Bryant, The mamba mentality. Il mio basket, Rizzoli, 2018, ISBN 978-88-586-9537-1.
- Wesley King e Kobe Bryant, The Wizenard Series: Training Camp, Granity Studios, 2019, ISBN 978-1-949520-01-9.